# Unterseeboot 218
L'Unterseeboot 218 (ou U-218) est un sous-marin allemand (U-Boot) de type VII.D utilisé par la Kriegsmarine (marine de guerre allemande) pendant la Seconde Guerre mondiale

## Historique
Mis en service le 24 janvier 1942, l'Unterseeboot 218 reçoit sa formation de base dans la 5. Unterseebootsflottille à Kiel en Allemagne jusqu'au 31 août 1942, puis il rejoint la formation de combat de la 9. Unterseebootsflottille à la base sous-marine de Brest. Le 1er octobre 1944, devant l'avance alliée en France, il est transféré dans la 8. Unterseebootsflottille à Dantzig, puis, à partir du 1er mars 1945 dans la 11. Unterseebootsflottille à Bergen en Norvège.
Il réalise sa première patrouille au départ du port de Kristiansand le 28 août 1942 sous les ordres du Kapitänleutnant Richard Becker. 

12 septembre 1942
Lors de l'attaque du convoi ON-127, l'escorte de ce dernier attaque l'U-Boot qui est sérieusement endommagé ; il doit abandonner sa mission.
Après 33 jours de mer et un palmarès d'un navire marchand de 7 361 tonneaux endommagé, il rejoint la base sous-marine de Brest le 29 septembre 1942.
L'Unterseeboot 218 effectue dix patrouilles dans lesquelles il a coulé deux navires marchands de 346 tonneaux et a endommagé un navire marchand de 7 361 tonneaux et 1 navire de guerre auxiliaire de 7 177 tonneaux au cours des 469 jours en mer.
Le 15 novembre 1942, au cours d'une opération de mouillage de mines, en essayant de couler un destroyer allié, il est attaqué par des avions ainsi que par des navires de surface ; il est fortement endommagé. Cessant sa patrouille, il retourne en France.
Le 22 mai 1943, l'U-218, déjà endommagé, est attaqué par des navires de surface qui aggravent ses avaries. L'U-Boot s'échappe et arrive en France le 2 juin 1943.
Le 2 août 1943, six sous-marinies de son équipage sont blessés lors de l'attaque d'un bombardier Vickers Wellington (du Squadron 547/B). L'U-Boot est endommagé, abrège sa mission de mouillage de mines et retrouve Brest le 6 août 1943.
Le 15 juin 1944 (approximativement), après avoir quitté la France le 13 juin pour poser des mines au large de Falmouth, l'U-218 est pris en chasse pendant soixante heures. Il échappe à ses assaillants. Après la pose de mines le 1er juillet, il retourne à Brest le 10 juillet 1944.
Sa dixième patrouille part de la base sous-marine de Brest le 22 mars 1945, sous les ordres du Kapitänleutnant Rupprecht Stock. Après 52 jours en mer et un succès d'un navire marchand de 200 tonneaux coulé, l'U-218 se rend le 12 mai 1945 à Bergen.
Il est convoyé à Loch Ryan en Écosse fin mai pour l'opération alliée de destruction massive de la flotte d'U-Boote.
Il est coulé le 4 décembre 1945 à 8,9 milles nautique de Inishtrahull en Irlande du Nord à la position géographique de 55° 28′ N, 7° 18′ O.

## Affectations
- 5. Unterseebootsflottille à Kiel du 24 janvier au 31 août 1942 (entraînement)
- 9. Unterseebootsflottille à Brest du 1er septembre 1942 au 30 septembre 1944 (service actif)
- 8. Unterseebootsflottille à Dantzig du 1er octobre 1944 au 1er mars 1945 (service actif)
- 11. Unterseebootsflottille à Bergen du 1er mars au 8 mai 1945 (service actif)

## Commandement
- Kapitänleutnant Richard Becker du 24 janvier 1942 à août 1944
- Kapitänleutnant Rupprecht Stock d'août 1944 au 12 mai 1945

## Patrouilles
|       | Commandant             | Départ            | Départ        | Arrivée           | Arrivée       | Jours     | Succès   |
| ----- | ---------------------- | ----------------- | ------------- | ----------------- | ------------- | --------- | -------- |
|       | Kptlt. Richard Becker  | 25 août 1942      | Kiel          | 27 août 1943      | Kristiansand  | 3 jours   |          |
| 1     | Kptlt. Richard Becker  | 28 août 1942      | Kristiansand  | 29 septembre 1942 | Brest         | 33 jours  | 7 361    |
| 2     | Kptlt. Richard Becker  | 25 octobre 1942   | Brest         | 21 novembre 1942  | Brest         | 28 jours  |          |
| 3     | Kptlt. Richard Becker  | 7 janvier 1943    | Brest         | 10 mars 1943      | Brest         | 63 jours  |          |
|       | Kptlt. Richard Becker  | 18 avril 1943     | Brest         | 19 avril 1943     | Brest         | 2 jours   |          |
| 4     | Kptlt. Richard Becker  | 20 avril 1943     | Brest         | 2 juin 1943       | Brest         | 44 jours  |          |
|       | Kptlt. Richard Becker  | 22 juillet 1943   | Brest         | 23 juillet 1943   | Brest         | 2 jours   |          |
| 5     | Kptlt. Richard Becker  | 29 juillet 1943   | Brest         | 6 août 1943       | Brest         | 9 jours   |          |
| 6     | Kptlt. Richard Becker  | 19 septembre 1943 | Brest         | 8 décembre 1943   | Brest         | 81 jours  | 146      |
| 7     | Kptlt. Richard Becker  | 12 février 1944   | Brest         | 7 mai 1944        | Brest         | 86 jours  |          |
| 8     | Kptlt. Richard Becker  | 13 juin 1944      | Brest         | 10 juillet 1944   | Brest         | 28 jours  | 7 177    |
| 9     | Kptlt. Rupprecht Stock | 10 août 1944      | Brest         | 23 septembre 1944 | Bergen        | 45 jours  |          |
|       | Kptlt. Rupprecht Stock | 6 octobre 1944    | Bergen        | 12 octobre 1944   | Flensburg     | 7 jours   |          |
|       | Kptlt. Rupprecht Stock | 17 octobre 1944   | Flensburg     | 17 octobre 1944   | Kiel          | 1 jour    |          |
|       | Kptlt. Rupprecht Stock | 6 mars 1945       | Kiel          | 7 mars 1945       | Stranderbucht | 2 jours   |          |
|       | Kptlt. Rupprecht Stock | 10 mars 1945      | Stranderbucht | 10 mars 1945      | Frederikshavn | 1 jour    |          |
|       | Kptlt. Rupprecht Stock | 11 mars 1945      | Frederikshavn | 12 mars 1945      | Horten        | 2 jours   |          |
|       | Kptlt. Rupprecht Stock | 14 mars 1945      | Horten        | 14 mars 1945      | Horten        | 1 jour    |          |
|       | Kptlt. Rupprecht Stock | 17 mars 1945      | Horten        | 20 mars 1945      | Bergen        | 4 jours   |          |
| 10    | Kptlt. Rupprecht Stock | 22 mars 1945      | Brest         | 12 mai 1945       | Bergen        | 52 jours  | 200      |
| Total | Total                  | Total             | Total         | Total             | Total         | 469 jours | 14 884 t |

Note : Kptlt. = Kapitänleutnant

### OpérationsWolfpack
L'U-218 a opéré avec les Wolfpacks (meute de loups) durant sa carrière opérationnelle:
1. Vorwärts (4 septembre 1942 - 15 septembre 1942)
2. Natter (2 novembre 1942 - 8 novembre 1942)
3. Westwall (8 novembre 1942 - 15 novembre 1942)
4. Rochen (27 janvier 1943 - 25 février 1943)
5. Naab (12 mai 1943 - 15 mai 1943)
6. Donau 2 (15 mai 1943 - 19 mai 1943)
7. Mosel (19 mai 1943 - 24 mai 1943)

## Navires coulés
L'Unterseeboot 218 a coulé 2 navires marchands de 346 tonneaux et a endommagé un navire marchand de 7 361 tonneaux et un navire de guerre auxiliaire de 7 177 tonneaux au cours des 10 patrouilles (469 jours en mer) qu'il effectua.
| Date              | Navire             | Pavillon    | Tonnage | Fait             |
| ----------------- | ------------------ | ----------- | ------- | ---------------- |
| 11 septembre 1942 | Fjordas            | Norvège     | 7 361   | Endommagé        |
| 5 novembre 1943   | Beatrice Beck      | Royaume-Uni | 146     | Coulé            |
| 6 juillet 1944    | HMS Empire Halberd | Royaume-Uni | 7 177   | Endommagé (Mine) |
| 20 avril 1945     | Ethel Crawford     | Royaume-Uni | 200     | Coulé (Mine)     |

### Référence
1. ↑  Sources : Blair, vol 2, page 31.
2. ↑  Sources : Blair, vol 2, page 113.
3. ↑  Sources : Blair, vol 2, page 337.
4. ↑  Sources : Blair, vol 2, page 589.
5. ↑  Waller & Niestlé, 2010.
6. ↑  Ships hit by U-218 - U-boat Successes - German U-boats - uboat.net

### Source
- (en) Cet article est partiellement ou en totalité issu de l’article de Wikipédia en anglais intitulé « German submarine U-218 » (voir la liste des auteurs).